# Zeche Schottland
Die Zeche Schottland in Schwerte ist ein ehemaliges Erzbergwerk. Das Bergwerk war auch unter dem Namen Zeche Schottland Erbstollen bekannt. Die Zeche befand sich im Bereich des Schwerter Waldes in Höhe des heutigen Ausfluglokals Freischütz.

## Geschichte

### Bergrechtliche Formalitäten
Am 10. Juli des Jahres 1851 wurde von einer Mutergruppe beim Oberbergamt Dortmund die Mutung auf ein Grubenfeld eingelegt. Beantragt wurde die Verleihung des Grubenfeldes Schottland für den Abbau von Steinkohle und Kohleneisenstein. Am 27. Dezember desselben Jahres wurde das Grubenfeld Schottland verliehen. Die Verleihung erfolgte auf Steinkohle und Kohleneisenstein. Am 16. Januar des darauffolgenden Jahres wurde die Verleihung vom Ministerium in Berlin bestätigt.

### Die Errichtung des Bergwerks
In den Jahren 1852 und 1853 wurde etwa 340 Meter östlich von der heutigen Bundesstraße 236 ein Stollen aufgefahren. Das Stollenmundloch wurde nordöstlich vom heutigen Lokal Freischütz angesetzt. Der Stollen wurde zunächst 126 Meter in nördlicher Richtung aufgefahren. Außerdem wurde neben dem Stollenmundloch ein zweiter Stollen angesetzt und etwa 15 Meter in östlicher Richtung aufgefahren. Bei der Auffahrung des Stollens nach Norden wurden zwei Kohleneisensteinflöze und ein dünnes Kohlenflöz durchörtert. Zwischen den beiden Eisensteinflözen befand sich ein Bergepacken. Das mächtigere der Flöze war zwischen 25 und 30 Zoll mächtig. Anschließend wurde in dem mächtigeren der beiden Eisensteinflöze eine 140 Meter lange Untersuchungsstrecke in Richtung Westen aufgefahren. Die weitere Auffahrung wurde aber aufgrund von matten Wettern eingestellt. Um das Ort besser bewettern zu können, plante man zunächst ein Lichtloch zu erstellen. Zu diesem Zeitpunkt war das Ort bereits 180 Meter vom Stollenmundloch entfernt. Das geplante Lichtloch wurde jedoch nicht erstellt.

### Betrieb bis zur Konsolidation
Mit der Gewinnung von Eisenstein wurde zwar noch begonnen. Allerdings wurde die Gewinnung des Eisensteins nicht planmäßig durchgeführt, sondern es wurde nur das Eisenstein in den Suchörtern abgebaut. Steinkohle wurde vermutlich, aufgrund der geringen Mächtigkeit des Flözes, nicht abgebaut. Im Jahr 1854 war das Bergwerk noch in Betrieb. In der Flözstrecke wurde ein Flöz angetroffen, das 91 Gon nach Süden geneigt war. Um das Flöz zu erschließen, wurde im Jahr 1855 ein 16 Meter tiefes Abhauen erstellt, dabei traf man auf eine Störung im Flöz. Da die Arbeiten außerdem noch durch starke Wasserzuflüsse behindert wurden, wurde die weitere Auffahrung des Abhauens noch im selben Jahr beendet. Da es weiterhin keine lohnenden Aufschlüsse gab, wurde der Betrieb eingestellt. Am 3. Februar des Jahres 1859 konsolidierte die Zeche Schottland zur Zeche Josephine.